# Matara
Matara (singalsko මාතර, tamilsko மாத்தறை) (izvorno Mahathota) je veliko mesto na Šrilanki, na južni obali Južne pokrajine, 160 km od Kolomba. Je glavno komercialno središče in upravno središče okrožja Matara.  Azijski cunami je mesto močno prizadel decembra 2004.
Matara je eno glavnih prometnih središč v državi. Skozi mesto poteka cesta A2. Od marca 2014  je tukaj tudi južni zaključek druge faze južne avtoceste E01.

## Zgodovina
Matara zgodovinsko pripada območju, ki se je imenovalo Kraljestvo Ruhuna, ki je bilo eno od treh kraljestev na Šrilanki (Thun Sinhalaya තුන් සිංහලය). Mesto se je prej imenovalo Mahathota. Skozi teče reka Nilwala, ki jo na širokem območju prečkajo trajekti. Zato se je mesto imenovalo Maha Thota, kar izhaja iz sanskrtske besede Maha Theertha in pomeni 'velik trajekt'. Po Thotagamuwe Sri Rahula Therijevem Paravi Sndesaya je kralj Weerabamapanam zgradil Mataro kot glavno mesto in ga poimenoval "Mapatuna". Tempelj sredi mesta so tudi zgradili  stari kralji in zdaj je to zelo priljubljeno svetišče med budisti na tem območju.
V 16. in 18. stoletju sta mestu vladali Portugalska in Nizozemska.
Leta 1672 so Portugalci mesto imenovali "Maturai", kar pomeni velika trdnjava. To je bila morda napačna izgovorjava Thurai, ki je tamilska beseda za 'trajekt'. Sedanje ime Matara pa se je v zadnjih treh stoletjih uporabljalo za povezavo mesta z reko Nilwala.
Leta 1756 je Nizozemska zasedla Obmorsko pokrajino in jo razdelila na štiri upravna območja - Sabaragamuwa, Sath Korle, Sathara Korele in Matara. Od tega je območje Matara pokrivalo največje območje (predvsem celotno Južno pokrajino do reke Kalugange). Kralj Dharmapala, ki jo je dal Nizozemcem je omenil to območje okrožje Matara od Kotteja do reke Walawe Ganga.
Leta 1760 so trdnjave uspešno napadle sile Kandijskega kraljestva. Matara je bila v rokah Singalcev skoraj eno leto. Leta 1762 so Nizozemci ponovno zasedli trdnjavo Matara, brez kakršnega koli pomembnega upora. Druga najpomembnejša nizozemska utrdba na območju je bila utrdba Galle in poveljniška baza za nekaj notranjih utrdb.
Leta 1796 je bila utrdba slovesno predana Britancem. Nizozemska in angleška kultura in arhitektura sta še vedno vidna na celotnem območju. Svetilnik pri Dondra Head je zgradila Nizozemska in velja za enega najlepših in najstarejših svetilnikov na Šrilanki. V mestu sta tudi dve utrdbi, Matara in Star, ki so ju zgradili Nizozemci. Drugi pomembni kolonialni objekti so cerkev sv. Marije in trg v Nupe Junction
Najbolj znana misleca, ki sta živela na tem območju, sta Kumaratunga Munidasa in Gajaman Nona. Etnična večina v Matari so Singalci; v 16. in 17. stoletju so na to območje prišli Mavri kot trgovci iz Arabije. Danes njihovi potomci mirno sobivajo s Singalci kot etnična manjšina.

## Zanimivosti
- Parey Dewa (skala in voda) ali tempelj Paravi Dupatha je relativno sodoben budistični tempelj na otoku Pigeon (majhen otok v morju) pred mestom. Naj vodi elegantna brv – most s poševnimi zategami, ki je bil zgrajen leta 2008 (nadomestil je starejši most, ki je bil podrt v cunamiju leta 2004). Zaradi vplivov slane vlage in očitne slabe izvedbe so kabli zelo korodirani in nekateri praktično nenosilni (stanje marec 2018). Tempelj je postavljen v privlačne vrtove s številnimi kipi Bude in replikami domnevnega odtisa, ki se nahaja na Adamovem vrhu.
- Tempelj Weragampita Rajamaha Viharaya
- Matara Bodhiya, budistični tempelj, ki je kraj svetega figovca.
- Utrdba Matara / obzidje, ki ga je leta 1560 zgradila Portugalska in so jo Nizozemci znova zgradili leta 1640 po zajetju Galleja. Utrdba, ki je sestavljena iz velikega kamnitega obzidja, zaseda rt, ki ločuje laguno reke Niwala in ocean.
- Nizozemska reformirana cerkev je bila zgrajena v okrožju Matara leta 1706. Bila je preurejena leta 1767 po obnovi utrdbe leta 1762. [2]
- Utrdba Star je na zahodni ali kopenski strani reke Nawali. Utrdbo so zgradili Nizozemci zaradi upora leta 1761, da bi zaščitili glavno utrdbo pred napadi iz reke. Gradnja edinstvene zvezdaste utrdbe je bila končana leta 1765.
- Trg Old Nupe so Nizozemci zgradili leta 1784, približno 3,2 km izven utrdbe Matara. [3]
- Cerkev svete Marije stoji ob Beach Road. Datum na vratih (1769) se nanaša na rekonstrukcijo po uporu leta 1762.